# بيرسي غليدينغ
كان بيرسي إيديد غليدينغ (29 نوفمبر 1893 – 15 أبريل 1970) شيوعيًا إنجليزيًا وأحد من ساهموا في تأسيس الحزب الشيوعي في بريطانيا العظمى. وكان أيضًا ناشطًا في اتحاد نقابات العمال وكاتبًا وجاسوسًا يعمل لصالح الاتحاد السوفييتي ضد بريطانيا، وهو نشاط أدين به وتعرض للسجن بسببه.
ترك غليدينغ، الذين ولد في وانستيد وكبر في الطرف الشرقي من لندن، المدرسة في وقت باكر ليجد عملًا. ومع بدايته بأعمال متواضعة كتوصيل الحليب، وجد عملًا ماهرًا في محطة فرز ستراتفورد. لاحقًا، عمل غليدينغ كمهندس في الترسانة الملكية للأسلحة التي كانت في تلك الآونة المركز الوطني لصنع العتاد العسكري. أمضى غليدينغ الحرب العالمية الأولى في الترسانة، وبعد الحرب، اختار أن ينخرط في سياسة الطبقة العاملة. وانضم إلى ما كان سلف الحزب الشيوعي في بريطانيا العظمى، الذي أسسه في وقت لاحق مع صديقه هاري بوليت وآخرين.  
كان غليدينغ منظمًا وطنيًا للحزب الشيوعي في بريطانيا العظمى وشغل منصب سفيره في الخارج، لا سيما إلى الهند. وكان غليدينغ ناشطًا في جماعات أخرى، مثل الحركة الأقلية الوطنية، ومع زواجه انضمت زوجته، إليزابيث، إليه في نشاطه السياسي. كان غليدينغ عضوًا بارزًا في اتحاد نقابات المهندسين المتحدين، إلا أن نشاطه السياسي أسفر عن طرده من منصبه الأمني الحساس في الترسانة الملكية للأسلحة، إذ كانت الحكومة تطرد بشكل منتظم من مهنها من كان يشتبه بانخراطهم في نشاطات تخريبية. فتح المكتب الخامس تحقيقات بشأن غليدينغ في عام 1925 واعتبره شيوعيًا متطرفًا. أبقت المديرية السياسية المشتركة للدولة وخلفها، المفوضية الشعبية للشؤون الداخلية (الشرطة السرية السوفييتية)، على صلات معه عن طريق سلسلة من المتعاونين (من بينهم آرنولد دويتش، الذي جند كيم فيلبي في وقت لاحق).
في العام 1934، جندت الاستخبارات السوفييتية غليدينغ كجاسوس. على الرغم من توقفه عن العمل في الترسانة، أبقى غليدينغ على صلات مع رجال يملكون ولاءً مشابهًا كانوا ما يزالون يعملون في الترسانة.
كان الترسانة محط اهتمام السوفييت الذين عرفوا أن بريطانيا كانت على وشك إقامة أكبر سلاح بحري حتى تلك الفترة. شيد غليدينغ بيتًا آمنًا في هولاند بارك، حيث صور العديد من التصاميم والمخططات الحساسة. دون معرفة منه، كانت الشرطة السرية قد تغلغلت في الحزب الشيوعي في بريطانيا العظمى في عام 1931، عبر عميلة عرفت لاحقًا باسم «السيدة إكس»، أولغا غراي. وثق غليدينغ بها وأشركها في نشاطاته التجسسية وسمح لها بأن تسكن في منزل هولاند بارك الآمن. اعتقل غليدينغ في نهاية المطاف في عام 1938 عند استبداله مواد حساسة من الترسانة الملكية في وولويتش. أثبتت إدانة غليدينغ، غالبًا بسبب شهادة «السيدة إكس»، وحكم عليه بالأعمال الشاقة لست سنوات.
عند إطلاق سراحه من السجن نحو نهاية الحرب العالمية الثانية، يقال إنه وجد عملًا في مصنع واحتفظ بصلات وثيقة مع بوليت والحزب الشيوعي في بريطانيا العظمى. توفي غليدينغ في ريتشموند في 15 من شهر أبريل من عام 1970 عن عمر الـ 76.

## نشأته
ولد بيرسي غليدينغ في وانستيد، إسكس في 29 من شهر نوفمبر من عام 1893. وصف غليدينغ لاحقًا سنين شبابه بأنها «الفرح المألوف الذي تعيشه مئات الأسر البروليتارية الفقيرة». عمل والده في سكك الحديد، وكبر غليدينغ هينيكر رود، ستراتفورد، بالقرب من محطة الفرز. بحسب نعوته، نشر غليدينغ صحيفة راديكالية، جستيس، بالقرب من الطرف الشرقي من لندن في سنواته الأخيرة في المدرسة. ترك غليدينغ المدرسة في عمر ال 12 للعمل كبائع حليب وانضم بعد سنتين إلى العمل في سكك الحديد كمهندس متدرب. أمضى غليدينغ الحرب العالمية الأولى كعامل على آلة الشحذ في الترسانة الملكية للأسلحة في وولويتش. وكانت هذه مجمعًا صناعيًا عسكريًا شاملًا يدار من قبل الحكومة لإنتاج الأسلحة والذخيرة للجيش والبحرية الملكية. في عام 1914، شارك غليدينغ في إضراب ضد عمل كاسر الإضراب في الترسانة. وعمل كمهندس في بيلفاست في حوض هارلاند آند وولف لبناء السفن في عام 1921 وعاش فترات دورية من البطالة. 
وصفت سيرة حياتية لمدير أولغا جراي، ماكسويل نايت، غليدينغ بأنه كانت لديه «شفاه غليظة» و «شعر مسترسل». وكان «يرتدي نظارات مدورة كبيرة جعلته يبدو كتلميذ مدرسة يعاني من إفراط في النمو»، إلا أنه كان «ذكيًا ومحبوبًا».

## بداية مسيرته

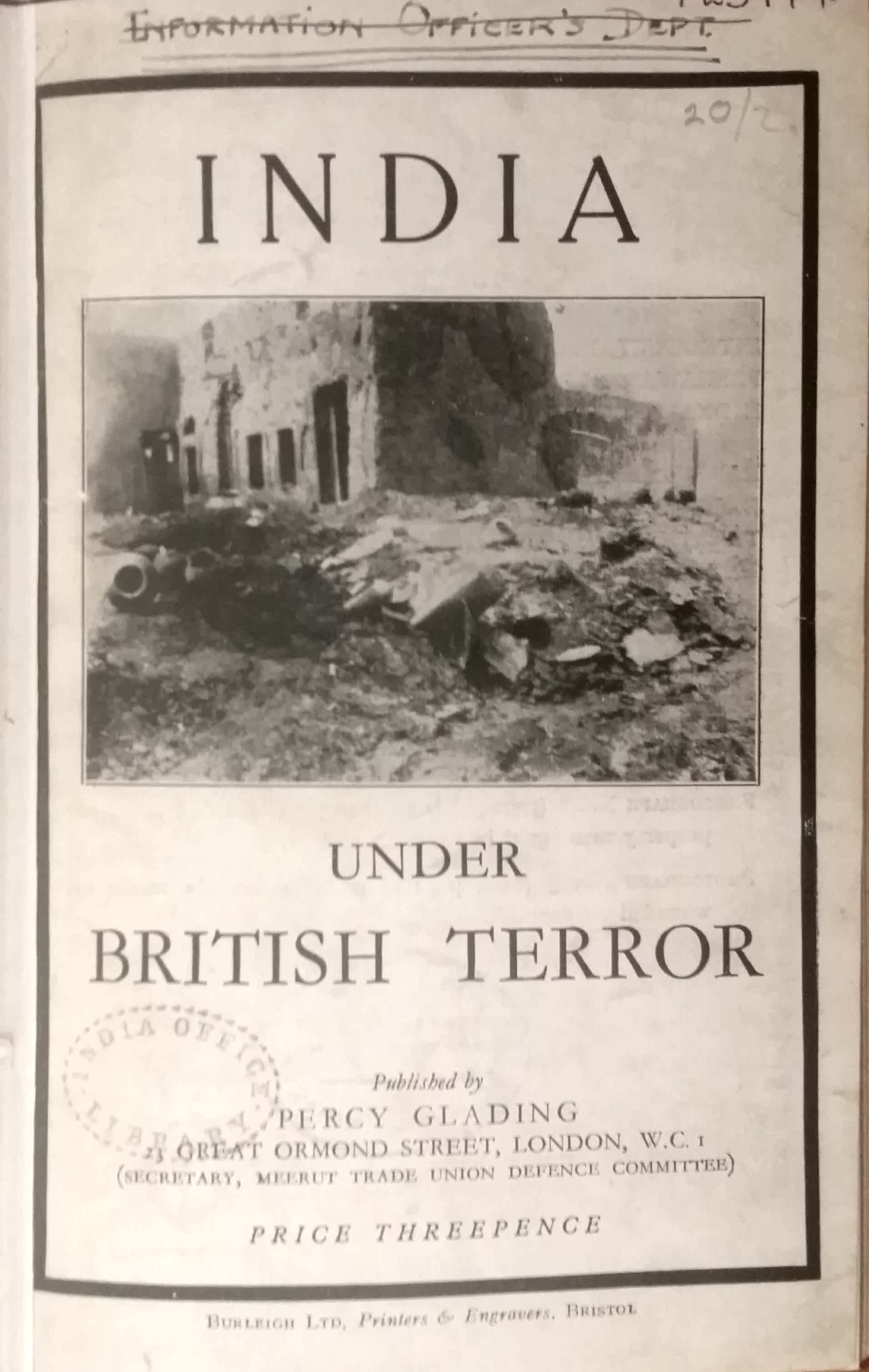
غلاف "الهند تحت الإرهاب البريطاني" لـ ب، غلادينج

في عام 1925 انتقل غليدينغ من الشحذ في الترسانة الملكية للأسلحة إلى قسم البحرية كمتفحص أسلحة. بحلول تلك الفترة بات غليدينغ معروفًا لدى أجهزة الأمن. في 10 أكتوبر من السنة نفسها، كان غليدينغ إشبين عريس في زواج هاري بوليت ومارجوري بريور في مبنى كاكستون هول. كان الثنائي صديقين مقربين، وأمضى سوية عطلة في مدينة سان مالو في السنة السابقة (حيث التقى بوليت بمارجوري للمرة الأولى). كتب زميل غليدينغ وبوليت في الحزب الشيوعي في بريطانيا العظمى، ولاحقًا كاتب سيرة حياة الأخير، عن مغامراتهما في سان مالو. يقول ماهون أن بوليت استعار ساعة يد تبدو غالية الثمن من غليدينغ لترك انطباع قوي لدى بريور: كتب ماهون «في السنوات اللاحقة، أن [بوليت] قال لبيرسي بعد هزيمته في شجار مع مارجوري التي دائمًا ما كانت تملك تفكيرًا مستقلًا، 'الخطأ خطأك بالكامل حين أعرتني تلك الساعة اللعينة'».
كان بليدينغ وبوليت من بين مؤسسي الحزب الشيوعي في بريطانيا العظمى، وسيشغل بوليت منصب الأمين العام للحزب بين عامي 1929 و1939 وبين عامي 1941 و1956. عند تأسيس الحزب، كان هناك اقتراح بأن يقوم ثلاثي يتألف من ويلي غالاتشر وديفيد براودفوت وبيرسي غليدينغ بدور قيادة للحزب، وعند انعقاد الحدث، عين أمين عام واحد فقط.
انتخب غليدينغ عضوًا في اللجنة المركزية في شهر يناير من عام 1927. سياسيًا، كان غليدينغ على يسار اللجنة في أعقاب إضراب العام 1926 وفترة التأمل الذاتي اللاحقة التي مر بها الحزب. كان غليدينغ على الدوام يدفع باتجاه خط شيوعي مستقل (أي خط مستقل عن الكومنترن). في شهر يناير من عام 1929، كان غليدينغ وبوليت ضمن الأقلية في ما يتعلق بمسألة الطبيعة التقدمية (أو غير التقدمية) لحزب العمال. في تلك الفترة، في شهر يوليو من عام 1928، حين ناقشت تلك الأقلية المسألة الإضافية المتعلقة بالاندماج بالحزب، تظهر الدقائق المتبقية من ذلك الاجتماع أن الأعضاء كانوا منقسمين بشكل متساو، 9 أيدوا ذلك و9 عارضوا ذلك: كان غليدينغ من مؤيدي ذلك الاقتراح. في وقت لاحق، وصف هاري ويكس في سيرته الذاتية غليدينغ وبوليت ووصف نفسه بأنهم كانوا على الدوام «على يسار الحزب، وكانوا ساخطين تمامًا على ما رأوه ممارسات يمينية للجنته المركزية». في شهر مايو من عام 1929، عين عضوًا في المكتب السياسي للحزب الشيوعي في بريطانيا العظمى، على الرغم من قصر فترة شغله لذلك المنصب.
كان كل من غليدينغ وزوجته، إليزابيث، شيوعيين رفيعي المستوى وناشطين في الحركة العمالية في فترة ما بين الحربين. إضافة إلى كونه عضوًا في الحزب، كان غليدينغ عضوًا نشطًا في اتحاد نقابات العمال وممثلًا له في اتحاد المهندسين المتحدين وفي الأممية الحمراء للنقابات العمالية. كان غليدينغ يشرف على طباعة صحيفة الحزب الشيوعي في بريطانيا العظمى، صوت الجندي، وتوزيعها، وكان رئيسًا مساعدًا لمكتب منظمة الحزب. افتتح ملف المكتب الخامس المتعلق بغليدينغ في عام 1922 وتألف الملف من «ملاحظات حول نشاطاته الرسمية ومراسلاته التي اعتُرضت وسجل تنقلاته». إلا أنه في تلك المرحلة، لم يكن هناك أي مساومة حول سلوكه. وكانت صلاته بالمحرض الشيوعي جيمس ميسر هي ما لفت أنظار المكتب الخامس إليه، إذ كان ميسر جزءًا من حلقة كيرتشنشتاين. كانت هذه الحلقة شبكة تجسس سرية تنقل الأسرار السياسية والدبلوماسية والأمنية إلى روسيا، ونجمت عنها فضيحة أركوس في شهر مارس من عام 1927. يقول كيفن كوينلان أن هذا أفضى إلى شكوك بأن غليدينغ كان «يعمل لحساب الكومنترن في أوائل مسيرته». ووصفه المكتب الخامس بأنه «شيوعي متمتع بشعبية»، وأنه واحد من «أكثر أعضاء الحزب تأثيرًا» في تلك الفترة. كان غليدينغ خلال فترة ممارسة نشاطاته ضمن الحزب الشيوعي في بريطانيا العظمى قد جُند من قبل كجاسوس من قبل روسيا، والذي نقلت عن طريقه جميع تقارير التجسس إلى موسكو والذي أرسلت إليه التمويلات لكي توزع.

### البعثة الهندية
في عام 1925 كان غليدينغ أول عضو يسافر إلى الهند من الحزب الشيوعي في بريطانيا العظمى، تحت اسم روبيرت كوتشران المستعار، لنشر سياسة الحزب في الترويج للثورة ضمن المستعمرات البريطانية.